# Campionati mondiali di judo maschile 1967
I Campionati mondiali di judo 1967 si sono svolti alla University of Utah di Salt Lake City, negli Stati Uniti d'America, tra il 9 e l'11 agosto 1967.
Alla IV edizione dei mondiali parteciparono 115 atleti in rappresentanza di 25 nazioni.

## Risultati
| Evento | Oro               | Argento          | Bronzo                             |
| -63 kg | Takafumi Shigeoka | Hirofumi Matsuda | Kim Byung-Sik Sergey Suslin        |
| -70 kg | Hiroshi Minatoya  | Park Kil-Sun     | Takehide Nakatani Park Chung-Sam   |
| -80 kg | Eiji Maruki       | Martin Poglajen  | Shinichi Enshu Brian Jacks         |
| -93 kg | Nobuyuki Sato     | Osamu Sato       | Ernst Eugster Peter Herrmann       |
| +93 kg | Wim Ruska         | Nobuyuki Maejima | Anzor Kiknadze Takeshi Matsuzaka   |
| Open   | Mitsuo Matsunaga  | Klaus Glahn      | Peter Herrmann Masatoshi Shinomaki |

### Medagliere
| Posizione | Paese            | Oro | Argento | Bronzo | Totale |
| --------- | ---------------- | --- | ------- | ------ | ------ |
| 1         | Giappone         | 5   | 3       | 4      | 12     |
| 2         | Paesi Bassi      | 1   | 1       | 1      | 3      |
| 3         | Germania         | 0   | 1       | 2      | 3      |
| 3         | Corea del Sud    | 0   | 1       | 2      | 3      |
| 5         | Unione Sovietica | 0   | 0       | 2      | 2      |
| 6         | Regno Unito      | 0   | 0       | 1      | 1      |
|           | Totale           | 6   | 6       | 12     | 24     |